# Pectispongilla botryoides
Pectispongilla botryoides är en svampdjursart som först beskrevs av William Aitcheson Haswell 1882.  Pectispongilla botryoides ingår i släktet Pectispongilla och familjen Spongillidae. Inga underarter finns listade i Catalogue of Life.